# Fritz Sperling
Fritz Sperling (1911 - 1958) est un homme politique allemand. Communiste du KPD, il a été victime d'une épuration politique en RDA. 

## Biographie
Fils d'un mineur de la Ruhr, Fritz Sperling voit le jour le 11 octobre 1911, à Algrange, en Lorraine annexée. Après sa scolarité à Duisbourg, il devient comptable. En 1931, il adhère à la Ligue des jeunes communistes d'Allemagne (KJVD), puis au KPD l’année suivante. Arrêté le 2 mars 1933, après l'arrivée des nazis au pouvoir, il est retenu plusieurs mois en détention préventive. Libéré, il poursuit ses activités politiques, et séjourne à Moscou en 1935, où il suit une formation destinée aux militants de l'Internationale communiste, à l'École internationale Lénine. 
En 1937, Sperling émigre en Suisse pour échapper aux poursuites du régime nazi. Il adhère au Nationalkomitee Freies Deutschland. En 1941, les autorités suisses l'arrêtent pour propagande communiste. Il est alors envoyé dans un Sonderlager à Gordola dans le district de Locarno. Dès la capitulation des troupes allemandes, en 1945, Sperling revient en Allemagne, où il est nommé président du parti communiste bavarois. En 1946, il fait partie du comité de direction du Parti socialiste unifié d'Allemagne (SED).
Sperling est arrêté et détenu à Berlin-Hohenschönhausen en 1951, pour des raisons politiques. Interrogé par le KGB et la Stasi, il est alors torturé. Après deux ans de détention et un procès à charge, où il est accusé d'être un criminel fasciste, il est condamné à sept ans de prison le 18 mars 1954. Gracié au printemps 1956, Sperling est libéré, mais non réhabilité. Affaibli par ses années de détention, Fritz Sperling décède à Berlin le 21 avril 1958. Il est inhumé à Berlin-Friedrichsfelde.
Fritz Sperling sera officiellement réhabilité par le PDS, le parti socialiste est-allemand, en 1990.

## Sources
- Rudi Beckert, Die erste und letzte Instanz – Schau- und Geheimprozesse vor dem Obersten Gericht der DDR. Goldbach 1995.
- Karl Heinz Jahnke, Ich bin nie ein Parteifeind gewesen. Bonn 1993.
- Hubertus Knabe, Gefangen in Hohenschönhausen. Berlin 2007.
- Karl Hans Bergmann, Die Bewegung Freies Deutschland in der Schweiz 1943-1945. München 1974.
- Mathias Knauer, Jürg Frischknecht, Die unterbrochene Spur. Zürich 1983.
- Seliger, K., Der Fall Fritz Sperling – Ein Beitrag zur Geschichte der SED. In: Deutschland Archiv 4, 1971.
- Stern, D., Fritz Sperling, der „Kommunist aus innerster Überzeugung“. (3 Teile). In: Wochenzeitung (Zürich), 10.4., 17.4. u. 24. Avril 2008.